# 国家民主进步大会
國家民主進步大會（法語：Rassemblement des démocrates nationaux progressistes，简称：RDNP）是海地的一個政黨，成立於1979年，主要創立者為萊斯利·馬尼加。
國家民主進步大會於1987年5月25日正式向海地政府註冊為政黨，但直到1987年7月15日才被海地政府承認。